# Пхёнан-Пукто
Пхёна́н-Пукто́ (Северный Пхёнан, кор. 평안북도?, 平安北道?) — провинция в КНДР с административным центром в городе Синыйджу.

## География
На севере провинция граничит с Китаем. Граница проходит по реке Амноккан. На востоке граничит с провинцией Чагандо, а на юге — с провинцией Пхёнан-Намдо. На западе омывается Жёлтым морем.

## История
До 1908 года административным центром провинции являлся город Йонбён.
После подписания договора о присоединении Кореи к Японии в августе 1910 года провинция была включена в состав Японской империи.
В 2002 году был сформирован отдельный Специальный административный регион Синыйджу со статусом провинции.

## Административное деление
Пхёнан-Пукто поделена на 3 города («си») и 22 уезда («кун»).

## Города
- Синыйджу (신의주시, 新義州市)
- Чонджу (정주시, 定州市)
- Кусон (구성시, 龜城市)

## Уезды
- Чхансон (창성군, 昌城郡)
- Чхольсан (철산군, 鐵山郡)
- Чхонма (천마군, 天摩郡)
- Хянсан (향산군, 香山郡)
- Куджан (구장군, 球場郡)
- Кваксан (곽산군, 郭山郡)
- Йонбён (녕변군, 寧邊郡)
- Пакчхон (박천군, 博川郡)
- Пихён (피현군, 枇峴郡)
- Пёктон (벽동군, 碧潼郡)
- Йончхон (룡천군, 龍川郡)
- Сакчу (삭주군, 朔州郡)
- Синдо (신도군, 薪島郡)
- Сончхон (선천군, 宣川郡)
- Тхэчхон (태천군, 泰川郡)
- Тэгван (대관군, 大館郡)
- Тончхан (동창군, 東倉郡)
- Тонним (동림군, 東林郡)
- Ыйджу (의주군, 義州郡)
- Унджон (운전군, 雲田郡)
- Унсан (운산군, 雲山郡)
- Йомджу (염주군, 鹽州郡)